# Samuel Girard
Samuel Girard (Ferland-et-Boilleau, 26 juni 1996) is een Canadees voormalig shorttracker. 

## Biografie
Samuel Girard werd geboren in de Franstalige provincie Quebec in Canada, waar shorttrack populairder is dan in andere delen van Canada. Tijdens de wereldkampioenschappen shorttrack 2016 won hij zilver op de 1000 meter achter landgenoot Charles Hamelin en zilver in de 5000 meter aflossing. Tijdens de wereldkampioenschappen van 2017 won hij zilver op de 1500 meter en werd hij derde in het totaalklassement. In 2018 kwam daar een zilveren aflossingsmedaille bij voor thuispubliek in Montreal. Tijdens zijn laatste WK, dat van 2019, behaalde Girard nog eens zilver op de 1500 meter.
Girard vertegenwoordigde Canada op de Olympische Winterspelen van 2018. Tijdens dit toernooi haalde hij op elke afstand de finale, won hij goud op de 1000 meter en brons met de aflossingsploeg.
In de zomer van 2019 nam Girard op 22-jarige leeftijd plotseling al afscheid van de shorttracksport. Girard zei hier zelf over, "het is een weloverwogen beslissing. Ik verlaat mijn sport tevreden met wat ik heb bereikt."